# Martirio di santo Stefano (Francesco Capella)
Il Martirio di santo Stefano è un dipinto olio su tela di Francesco Capella realizzato nel 1761 per la chiesa di Santo Stefano della frazione Santo Stefano degli Angeli di Carobbio degli Angeli. Il restauro del dipinto realizzato nel 2018, ha permesso una ricostruzione non solo storica, ma anche stilistica dell'artista.

## Storia
Francesco Cappella, veneziano di nascita, aveva lavorato molti anni alla bottega di Giovanni Battista Piazzetta che ne influenzò non poco la sua arte e che lo lasciò emancipare molto tardi, poco si conosce infatti dei suoi primi lavori. Il soprannome Daggiù nacque proprio nella bottega veneziana e divenne tanto importante da considerare che il suo nome fosse Daggiù detto il Cappella. 
 Nel 1747 fu contattato da Giacomo Carrara per la realizzazione di alcuni lavori sul territorio bergamasco, iniziò così una collaborazione con la terra di Bergamo che durò ben trent'anni, sia nella città sia nelle chiese della provincia.
La tela ha subito un grande restauro per opera della Fondazione Credito Bergamasco nel 2018 con altri quattro lavori dell'artista che ha ridato alla pittura l'originale aspetto, permettendone anche uno studio della tecnica e della storia con un approfondimento maggiore avendo a confronto più di una tela.
Il quadro ha fatto parte della mostra tenutasi nel mese di maggio del 2018 presso il Palazzo del Credito Bergamasco dal titolo Gli eredi di Caravaggio, capolavori di luce in Bergamo a cura di Simone Facchinetti, dove la tela del martirio era posta centrale alla grande sala.

## Descrizione
La pittura è stata realizzata su tela di lino, segue di poco il Trionfo di Giunone eseguito per palazzo Terzi  dall'artista che ricorda i lavori del Tiepolo, che diede grande ispirazione al Capella com'è possibile fortemente cogliere nel dipinto, si potrebbe considerare che questo facesse parte dei desideri espressi dalla committenza che chiedeva una forma di contraffazione del famoso pittore che aveva realizzato il dipinto Martirio di san Giovanni vescovo per il Duomo di Bergamo.
La realizzazione della tela fu commissionata dai fabbricieri della chiesa di Santo Stefano. Il contratto di committenza riportava precise indicazioni su come l'artista avesse dovuto rappresentare la scena evangelica, indicando una acuta preparazione della fabbriceria. Il contratto indica richieste iconografiche e stilistiche ben precise che volevano opporsi alla pittura tardo seicentesca veneziana dall'orientamento piuttosto oscuro, con la richiesta di una pittura più luminosa. E il Capella realizzò una tela dal grande contrasto cromatico di luci con una stupenda variazione di stesura di colori, portando una corposità maggiore in alcune parti della tela e minore in altre.
Santo Stefano in abiti talari è posto al centro della scena. La variazione brillante cromatica della dalmatica del santo, il pittore la ottenne attraverso l'impasto di blu di Prussia con il carminio steso in abbondanza , così come la mescolanza di verde e grigio con il giallo senape colora l'abbigliamento dell'uomo posto a sinistra, i medesimi colori che usava il Tiepolo. Anche gli angioletti posti in alto con la palma sono un elemento molto tiepolesco, ricordano sicuramente la pala posta sull'abside della basilica di Sant'Alessandro di Bergamo e che il pittore aveva già ripreso nel palazzo Terzi. Tiepiloschi sono anche i due soggetti con il turbante che sfumano sulla parte laterale della tela. Il soggetto centrale del martirio è posto nella fascia di luce che scende dall'alto e lo sguardo del martire, che proprio al cielo si volge, racconta questo grande desiderio di giungere presto al cielo, e questo cielo che è già pronto ad accoglierlo.
Il restauro del 2018 ha permesso una visione migliore della tela e una riqualificazione dell'artista che presenta una forte sensibilità di stesura nei colori non uniforme sulla tela ma differente dando al risultato finale un grande effetto scenico.